# Nonato Luiz
Nonato Luiz, nome artístico de Raimundo Nonato de Oliveira (nascido na cidade de Lavras da Mangabeira, no estado do Ceará, no dia 3 de agosto de 1952) é um renomado violonista brasileiro, compositor, arranjador, intérprete e dono de uma obra musical com centenas de composições. Seu repertório violonístico contempla desde gêneros e estilos "universais” (valsas, choros, minuetos, prelúdios, estudos, canções) e estrangeiros (blues, flamenco) até os tipicamente nordestinos (baiões, xotes e frevos). 
Seu primeiro álbum, nominado "Terra" foi lançado em 1980 e, atualmente, sua discografia é composta por mais de 30 discos gravados, na sua maioria, autorais, onde Nonato Luiz apresenta-se como solista de suas peças. Em outros, tanto explora obras de renomados compositores, arranjando-as para o violão, quanto divide parcerias com instrumentistas. 
Como concertista, possui uma carreira internacional consolidada, por apresentar-se em várias partes do mundo, principalmente pelo continente europeu, por onde excursiona anualmente, com destaque para Salzburg, terra natal de Mozart.
Além de composições feitas individualmente ou em parceria com letristas como Abel Silva, Fausto Nilo, Sérgio Natureza e Capinam, Nonato Luiz também já se apresentou ou gravou ao lado de instrumentistas consagrados como Turíbio Santos, Darcy Villa Verde, Paco de Lucia, Pedro Soler, Radamés Gnattali, Tulio Mourão, Egberto Gismonti, Dominguinhos, além de
artistas como Nara Leão, Fagner, Chico Buarque, Zélia Duncan, Ed Mota, Amelinha dentre outros. Além disso, tem suas peças gravadas pelos maiores violonistas da atualidade, como Shin-Ichi Fukuda (Japão), Gerhard Reichenbach (Alemanha), David Burgess (EUA), Ricardo Moyano (Argentina) dentre outros.
Nonato Luiz é detentor de vários prêmios, dentre eles um Prêmio Sharp de Música, com a música “Baião da Rua”, composta em parceria com Fausto Nilo. Ganhou também a Medalha da Abolição (concedida pelo Governador do Estado do Ceará na época: Lúcio Alcântara), assim como os Títulos de Cidadão de Fortaleza e do Crato, já foi homenageado com a Comenda Chico Anysio e recentemente foi nomeado como membro da ACECULT. 
É ainda um dos privilegiados brasileiros que tem lançado na Europa um livro de partituras com suas composições, intitulado “Suíte sexta em Ré para guitarra”, editado pela Henry Lemoine, de Paris, além de mais 5 outros livros de partituras, editados no Brasil.

## Discografia
- 1980 - Terra
- 1982 - Diálogo (com Pedro Soler)
- 1983 - Johannesburgo
- 1985 - Violão Brasileiro
- 1987 - Guitarra Brasileira
- 1990 - Fé Cega - Nonato Luiz toca Milton Nascimento
- 1991 - Gosto de Brasil (com Luiz Alves e Djalma Corrêa)
- 1992 - Carioca (com Túlio Mourão)
- 1993 - Reflexões Nordestinas
- 1994 - Nonato Luiz Interpreta Luiz Gonzaga
- 1996 - Violão em Serenata
- 1996 - Nave do Futuro (com Alex Holanda)
- 1996 - Filhos do Solo (com Manassés e Waldonys)
- 1997 - Reflexões Nordestinas
- 1999 - Mosaico
- 1999 - O Choro da Madeira
- 1999 - Retrato do Brasil
- 1999 - Os Bambas do Violão
- 1999 - Nonato Toca Beatles
- 2000 - Baú de Brinquedos (com Abel Silva)
- 2000 - Palavra Nordestina (com Fernando Rocha)
- 2001 - Ceará
- 2003 - Canções
- 2003 - Nordeste Ao Vivo no Mistura Fina (com Fernando Rocha)
- 2004 - Choro em Sonata
- 2004 - Nonato Luiz & Antônio José Forte
- 2004 - Baião Erudito
- 2009 - Mangabeira (com Túlio Mourão)
- 2009 - Dobrado (com Adelson Viana)
- 2010 - Estudos, Peças e Arranjos
- 2010 - DVD Estudos, Peças e Arranjos
- 2012 - DVD Nonato Luiz (violão, 35 anos)
- 2014 - Natal Feliz com Nonato Luiz[1]